# Petra Schersing
Petra Schersing (República Democrática Alemana, 18 de julio de 1965), también conocida como Petra Müller, es una atleta alemana, especializada en la prueba de 400 m en la que llegó a ser subcampeona mundial en 1987 y campeona en los relevos 4 x 400 m.

## Carrera deportiva
En el Mundial de Roma 1987 ganó la medalla de plata en los 400 metros, con un tiempo de 49.94 segundos, llegando tras la soviética Olga Bryzgina y por delante de su compatriota la también alemana Kirsten Emmelmann. Además ganó la medalla de oro en los 4 x 400 metros, por delante de la Unión Soviética y Estados Unidos.